# Филлипс, Сэмюэл
Сэмюэл Кочрен Филлипс (англ. Samuel Cochran Phillips; 1921—1990) — американский военный деятель, генерал ВВС, директор Агентства национальной безопасности США (1972—1973).

## Биография
Родился в Спрингвилле (Аризона) в 1921 году, окончил Университет Вайоминга в 1942 году (бакалавр наук по электротехнике), в 1950-м получил степень магистра в области электротехники в Университете штата Мичиган. После окончания Вайомингского университета и курсов офицеров запаса во время Второй мировой войны служил в 8-й Воздушной армии США, базировавшейся в Великобритании.
За боевые заслуги был награждён Крестом лётных заслуг с дубовыми листьями, Воздушной медалью с дубовыми листьями и французским Военным крестом.
В послевоенный период участвовал в испытаниях ядерного оружия на атолле Эниветок во время операции «Парник», принимал участие в разработках стратегического бомбардировщика B-52, ракет «воздух-воздух» AIM-4 Falcon, зенитно-ракетного комплекса CIM-10 Bomarc. В 1959—1964 годах был директором программы разработки межконтинентальных баллистических ракет Минитмен.
В 1964-м, в звании генерал-майора назначен директором программы «Аполлон» НАСА. В ноябре 1965 года задействовал в проекте «Аполлон» группу специалистов из North American Aviation (НАА) в качестве разработчиков командного модуля «Аполлона» и вторую ступень ракеты Сатурн V — S-II с целью устранить неполадки, задержки и снизить расходы по проекту. 19 декабря 1965 Филлипс направил служебную записку президенту НАА Д.Этвуду с отчетом о своих выводах и требованиями изменений ситуации, копию записки Филлипс направил директору программы пилотируемых полетов НАСА Мюллеру. Мюллер, в свою очередь, также направил Этвуду письма с требованием разрешить проблемы к концу января 1966.
После гибели троих астронавтов при пожаре на «Аполлоне-1» в ходе наземных испытаний 27 января 1967 года, комиссия Конгресса США по расследованию инцидента обнаружили отчёт, который стал известен как «отчет Филлипса». Администратор НАСА Д. Уэбб на слушаниях в Конгрессе засвидетельствовал, что не знал о существовании этого доклада; выбор в качестве подрядчика НАА вызвал резкую критику со стороны ряда конгрессменов и сенаторов. Критике подверглась и сама программа «Апролон». Однако в связи с политической поддержкой президента Линдона Джонсона, в течение следующих восемнадцати месяцев программа «Аполлон» была возобновлена и высадка человека на Луну была осуществлена в 1969 году.
Перед запуском Аполлона-10 в мае 1969 года доктор Вернер фон Браун высоко оценил вклад Филлипса в реализацию программы « Аполлон», отметив, что он несёт наибольшую ответственность за то, чтобы все направления проекта выполнялись вместе и вовремя.
Во время миссии Аполлона-11 в июле 1969 года, которая завершилась успешной высадкой астронавтов на Луну, Филлипс объявил о своем намерении покинуть НАСА и вернуться на службу в ВВС. Во время службы в НАСА Филлипс был повышен в звании до генерал-лейтенанта.
В сентябре 1969 года Филлипс получил назначение в Военно-Космическое командование США. В августе 1972 года Филлипс был назначен директором Агентства национальной безопасности, а также начальником Центральной службы безопасности. После этого в августе 1973 назначен командующим командной системы ВВС на авиабазе ВВС США Эндрюс, штат Мэриленд. Вышел в отставку в 1975 году.
За службу в НАСА в сентябре 1969 и повторно — в июле 1972 — награждён медалью «За заслуги в ВВС». Филлипс также был награждён медалью «За выдающуюся службу» НАСА за его вклад в программу «Аполлон».
26 сентября 1971 года генерал Филлипс был награждён медалью Лэнгли Смитсоновского института в области авиации и освоения космоса за его вклад в проект «Аполлон». В апреле 1971 года избран членом Национальной академии наук за руководство проектами «Минитмен» и «Аполлон».
С. Филлипс умер от рака в 1990 в Палос-Вердес, Калифорния.